# Boris Vukčević

Boris Vukčević (Osijek, 16. ožujka 1990.) je njemački nogometaš hrvatskog podrijetla.
Svojim se automobilom 28. rujna 2012. zaletio u kamion te stradao u prometnoj nesreći. Trenutno se oporavlja nakon osam tjedana provedenih u medicinski stvorenoj komi.